# Naitō Nobumasa
Naitō Nobumasa (内藤 信正, ,  1568 - 23 de maio de 1626) foi um samurai do Período Sengoku e início do Período Edo, que foi vassalo do Clã Tokugawa. Filho mais velho de Naitō Nobunari. Se tornou Osaka Jōdai (responsável pela defesa do castelo de Osaka) (1619 - 1626).
| Precedido por Naitō Nobunari      | -- 2º Líder do Ramo Nobunari do Clã Naitō 1612-1626 | Sucedido por Naitō Nobuteru |
| Precedido por Naitō Nobunari      | 2º Daimyō de Nagahama 1612-1615                     | Sucedido por Ninguém        |
| Precedido por Ninguém             | Daimyō de Takatsuki 1615-1617                       | Sucedido por Toki Sadakichi |
| Precedido por Hisamitsu Sadakatsu | Daimyō de Fushimi 1617-1619                         | Sucedido por Ninguém        |
| Precedido por Ninguém             | 1º Osaka Jōdai 1619-1626                            | Sucedido por Abe Masatsugu  |